# بلاينفيلد (إلينوي)
بلاينفيلد (بالإنجليزية: Plainfield)‏ هي منطقة سكنية تقع في الولايات المتحدة في إلينوي. يقدر عدد سكانها بـ 40,466 نسمة .

## أعلام
- ميليسا مكارثي
- نيت فوكس